# Абзац
Абзацът е част от текст, в състав обикновено от няколко изречения, характеризираща се със смислово единство на фона на целия текст.
Често се представя чрез отстъп (отместване на началото на текста) навътре от границата на полето на даден контур. Абзацът изпълнява текстоизграждащи функции – оформя и подрежда текста.
Абзацът е архитектонична единица, тъй като е сетивно осезаем. При писане често микротекстът се представя чрез абзац. В устна реч всеки абзац се различава от останалите абзаци чрез по-голяма пауза. Възможно е даден микротекст да бъде графично оформен в 2 или повече абзаца. Съвпадането или несъвпадането на микротекст и абзац зависи от стилистичните предпочитания на пишещия.

## Видове
Според функциите, които изпълнява в текста, абзацът бива:
- монофункционален абзац;
- бифункционален абзац;
- полифункционален абзац.

Според разгръщането на темата, която представя, абзацът е:
- самостоятелен абзац;
- непълен абзац;
- служебен абзац.